# Бегемот карликовий
Бегемо́т ка́рликовий (Choeropsis liberiensis або Hexaprotodon liberiensis) — монотипний рід наземноводяних ссавців із родини бегемотових (Hippopotamidae) ряду оленеподібних (Cerviformes).
Вони належать до групи «нежуйних» «парнокопитних» ссавців. Разом з низкою інших унгулят (слони, мамути, носороги тощо) їх відносять до групи «товстошкірих».

## Опис

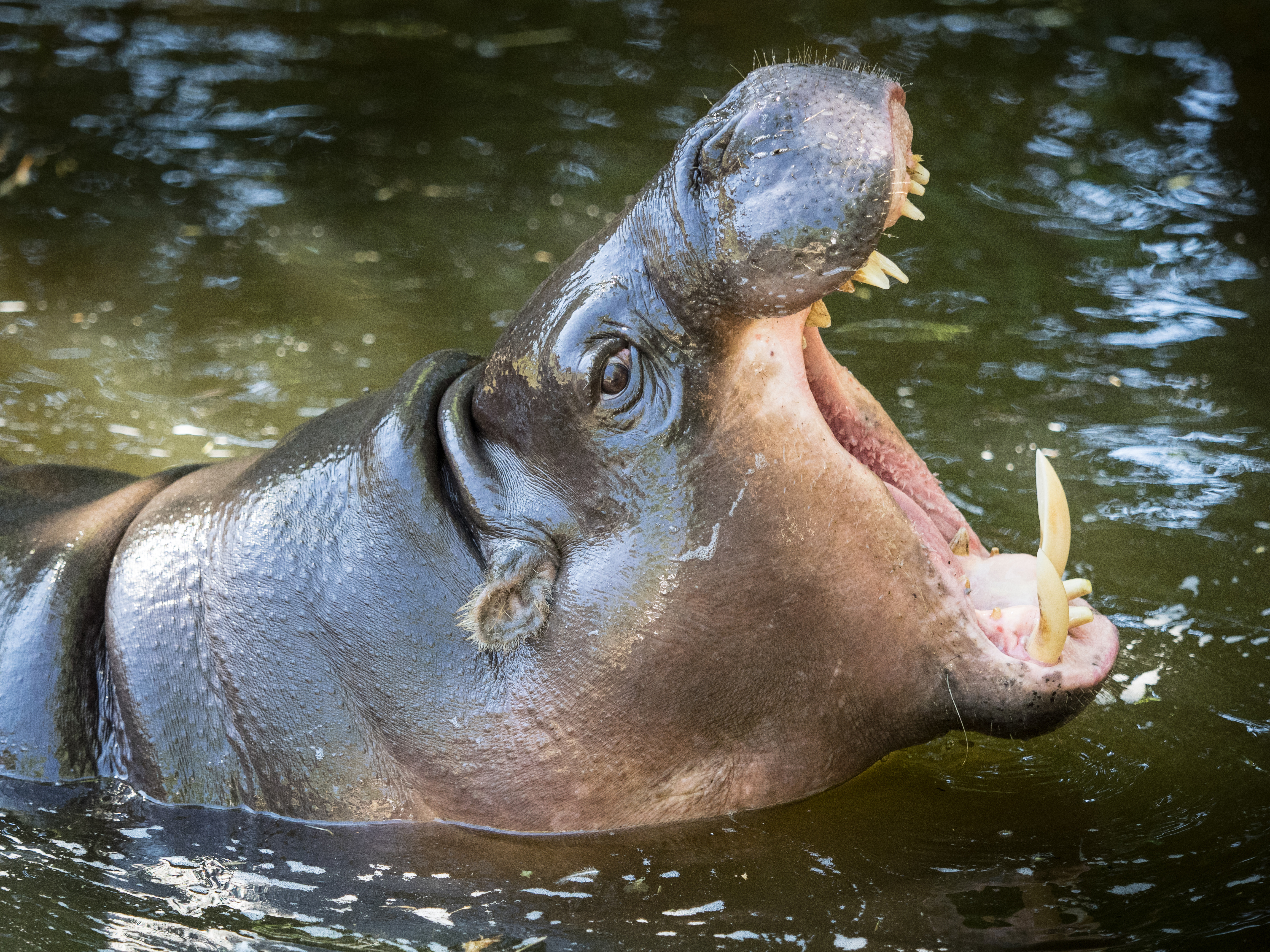
Hexaprotodon liberiensis у зоопарку Лагуша, Португалія

Рідкісна тварина, їй загрожує цілковите зникнення. Набагато менший за звичайного бегемота — довжина 1,8 м, зріст 75 см і важить у 10 разів менше. Зустрічається лише у вологих лісах Західної Африки. Віддає перевагу суходолу, живлячись різними рослинами, опалими плодами, корінням. Народжує одне маля, якого виховує до 2 років.

## Історія
Як свідчать викопні рештки, цей бегемот був широко поширений у плейстоцені, але тепер він займає порівняно невелику частину Західної Африки.
Вперше його описав у 1849 році англієць С. Мортон. Цей опис зроблено лише за кістками та черепом тварини, які науковцю подарували мандрівники.
У 1910 році цими тваринами зацікавився сам «король» зоопарків Карл Гагенбек і відразу ж спорядив пошукову експедицію в Ліберію. Пошуки цієї експедиції увінчалися успіхом — для європейських зоопарків виявлено шість карликових бегемотів. Три з них (два самці й самиці) продали Нью-Йоркському зоопарку, де один прожив тридцять вісім років, другий — тридцять дев'ять.

## Особливості пристосування
Коли вони пірнають, то їхні вушні й носові отвори щільно закриваються. Це пристосування необхідне під час перебування тварини у воді. Їхня шкіра не потіє, проте шкірні залози виділяють червонувату рідину, яка також захищає чутливу шкіру бегемота від сонячної радіації. Попри такий надійний захист, більшу частину часу карликовий бегемот проводить під захистом чагарникових заростей і дерев.

## Спосіб життя

### Характеристика
Вони відрізняються від звичайного бегемота меншою головою, витонченішою статурою. Крім того, між ними є відмінність у структурі зубів — на нижній щелепі карликового бегемота є лише одна пара різців. Поширені у вологих джунглях Західної Африки. Карликові бегемоти поселяються серед густої рослинності поблизу річок або інших водоймищ, віддаючи перевагу заболоченим територіям.

### Живлення

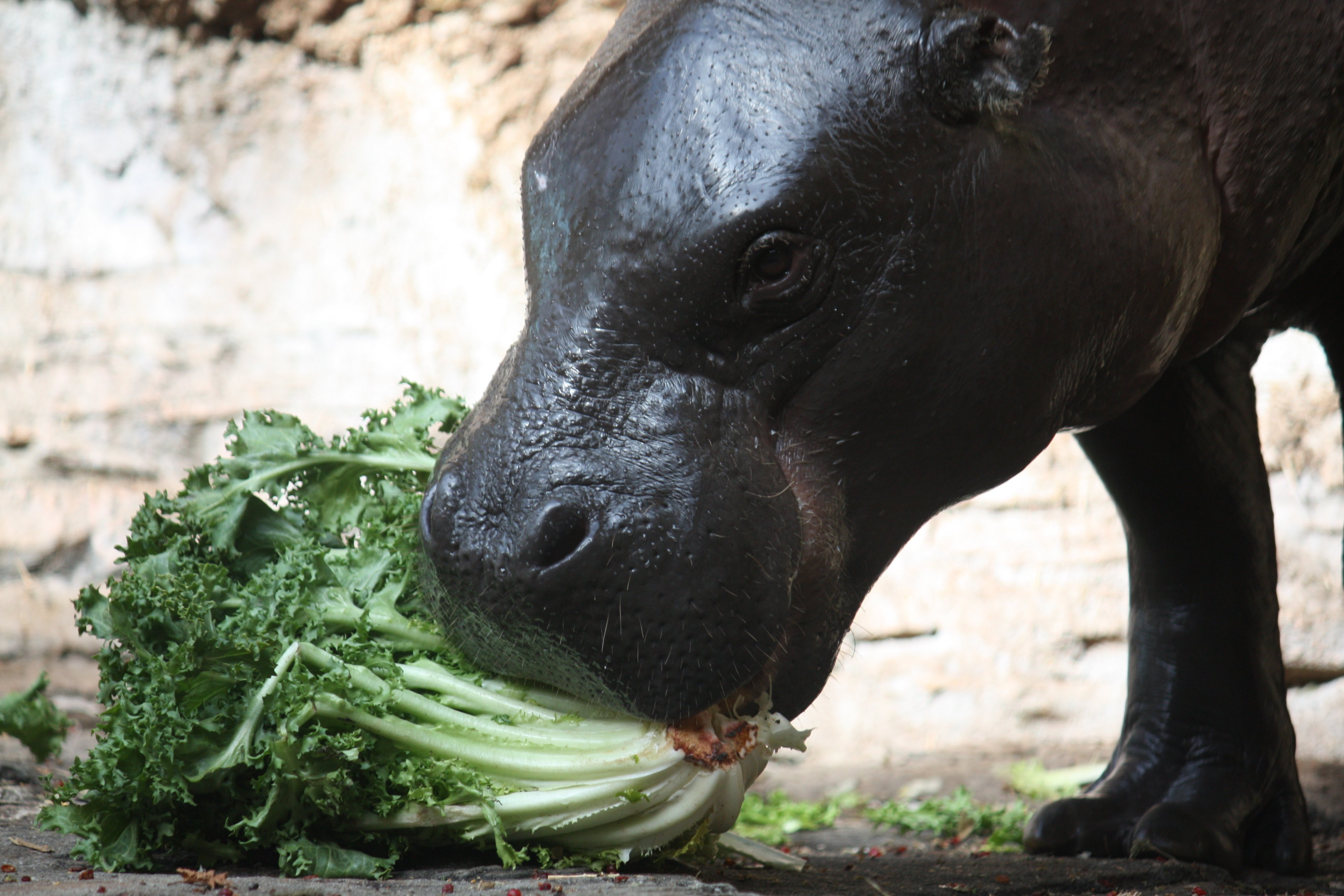
Їсть овоч, зоопарк Луїсвілля

Рослиноїдні тварини. Найбільше вони люблять водяну рослинність, бульби та корінці. Він обскубує також траву та інші низькорослі рослини, не відмовиться й від плодів та листя. Їжу не пережовує і найчастіше ковтає рослини цілими, а твердіші плоди перемелює великими зубами. Якщо бегемотові хочеться дістатися до верхніх гілок, він стає на задні ноги, а передніми пригинає їх до землі. Живиться 6 годин на добу.

### Розмноження

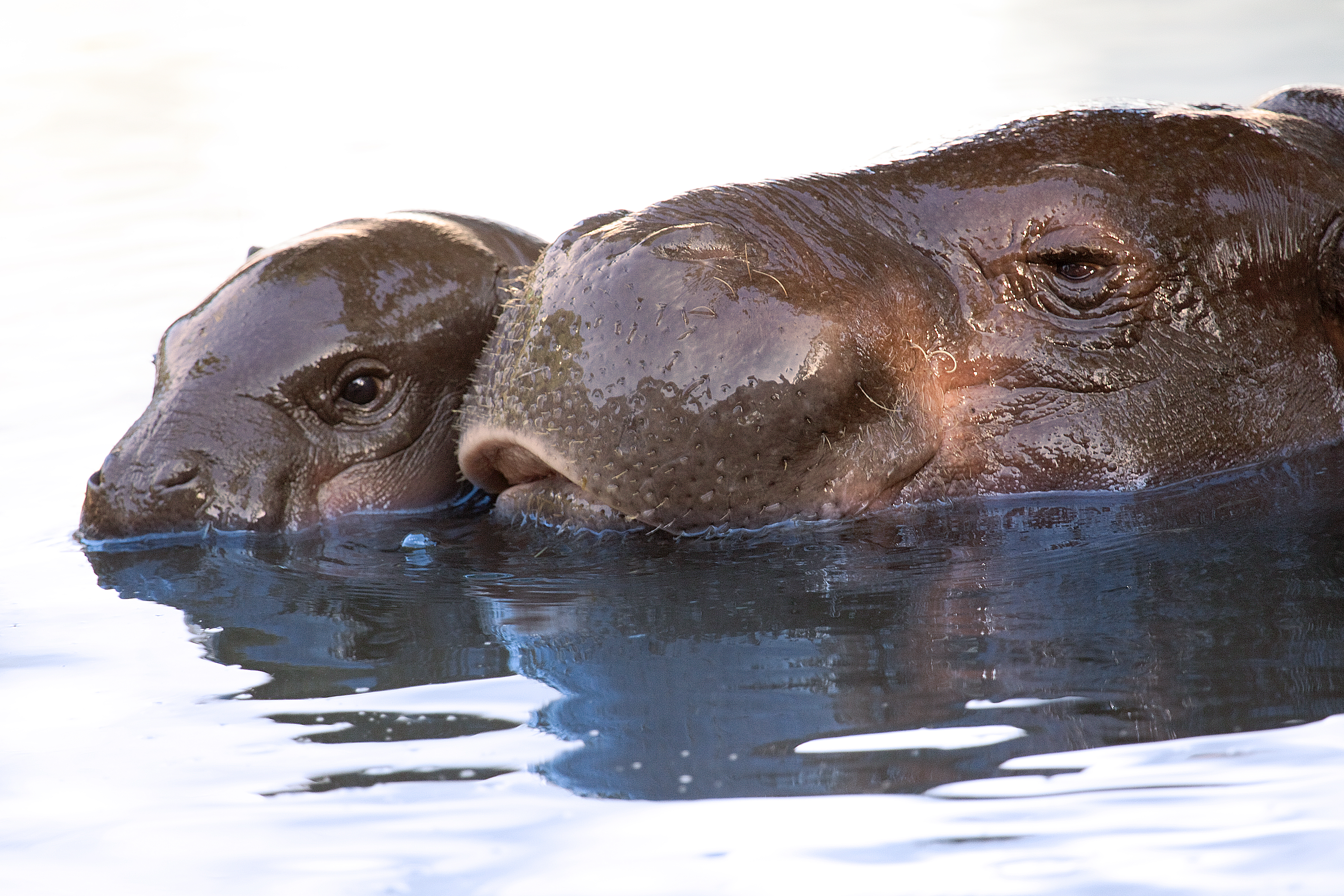
Мати з дитинчам купаються в Лісабонському зоопарку

Тримаються поодинці, на окремих ділянках. Нерідко ділянки самців і самок частково перекриваються, тому, коли самка готова до спаровування, самець з легкістю знаходить її. Вагітність бегемотів у середньому триває 200 діб. Щоразу самка приводить одного малюка. Він важить приблизно 4,6–6 кг. На відміну від звичайного, самка карликового бегемота народжує не у воді, а на суші. Малюк швидко встає на ноги, але плавати й пірнати він вчиться пізніше. Дитинча живиться молоком матері 2–3 рази на день. У перші тижні життя мати ховає малюка в заростях. П'ятимісячне дитинча важить вже в 10 разів більше, ніж при народженні. У віці 6–8 місяців бегемотик переходить до дорослого типу харчування. Статевозрілими бегемоти стають у віці 4–5 років.

## Охорона

### Статус

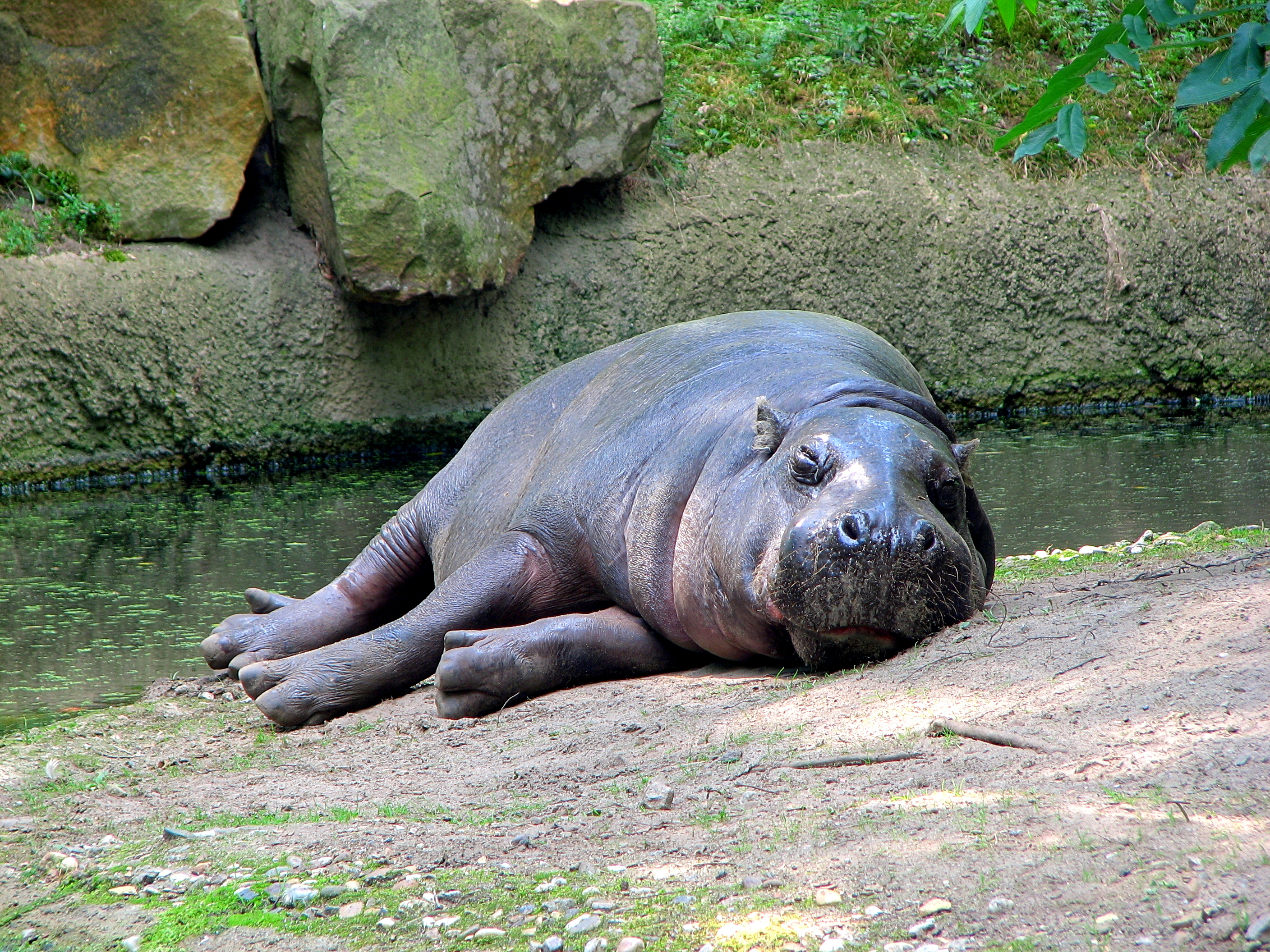
У Берлінському зоопарку

Вони добре розмножуються в зоопарках, а в себе на батьківщині перебувають під загрозою. Громадянські війни в місцях існування виду зробили неможливими його дослідження й захист. За оцінками IUCN 1993 року, природна популяція карликових бегемотів не перевищувала 3000 осіб, а сучасна чисельність, ймовірно, істотно менша. Вони внесені в Червону книгу як рідкісний вид, що перебуває під загрозою.

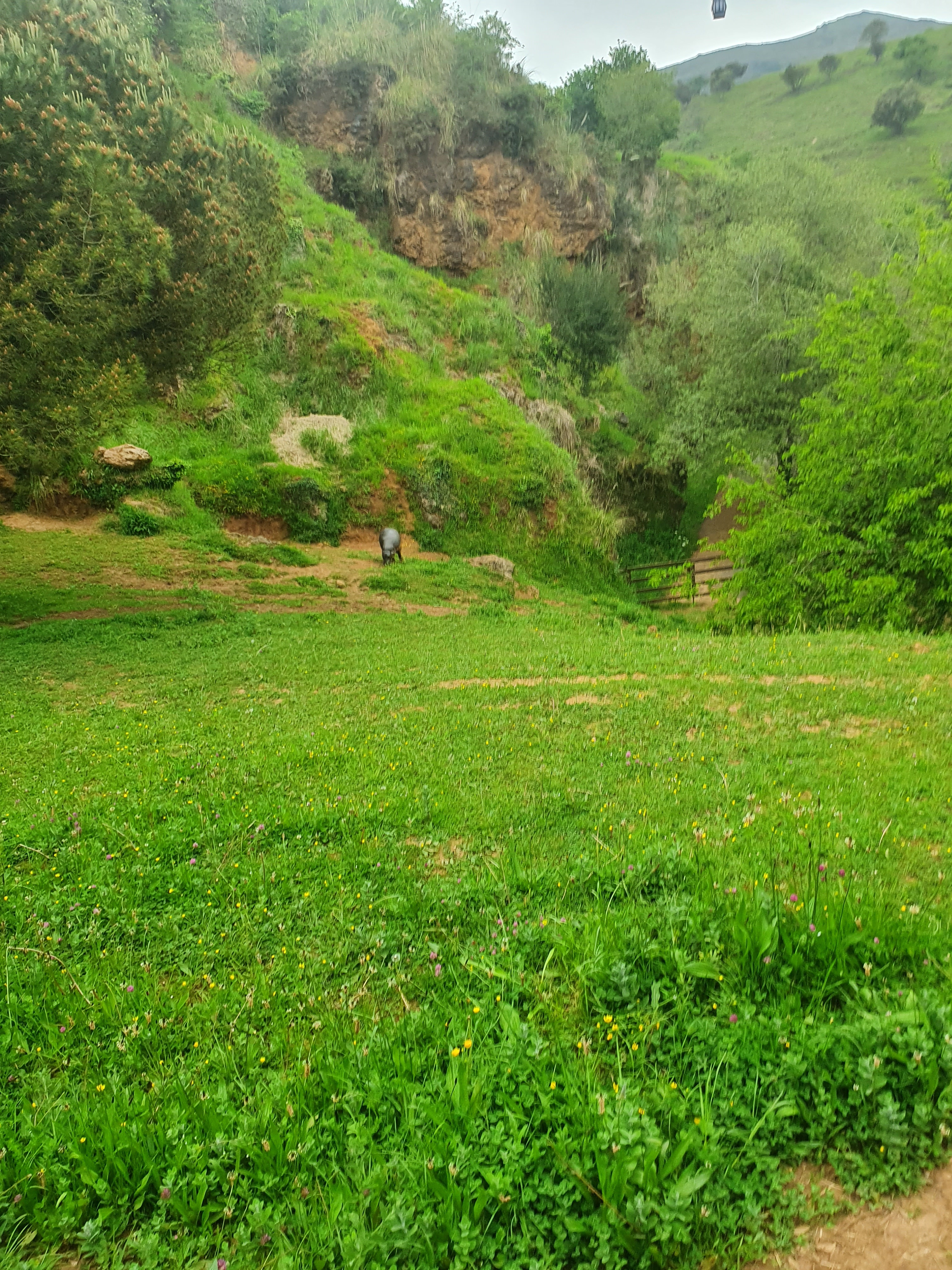
Карликовий бегемот у природному парку «El Parque de la Naturaleza de Cabárceno» (Кантабрія, Іспанія)

### Утримання в неволі
Карликовий бегемот постійно утримується в неволі. Особливо успішно його розводять у Базельському зоопарку, де вже народилося тридцять тварин. У середині 1965 р. в тридцяти трьох зоопарках було вісімдесят п'ять тварин, з них тридцять вісім народжені в неволі. Це поголів'я, безсумнівно, забезпечить існування карликового бегемота (намічається випуск його племінної книги), але необхідність обстежити стан виду в природних умовах не відпадає.

## Підвиди
- Hexaprotodon liberiensis heslopi (Corbet, 1969)
- Hexaprotodon liberiensis liberiensis (Morton, 1849)